# Johann Jakob Haid

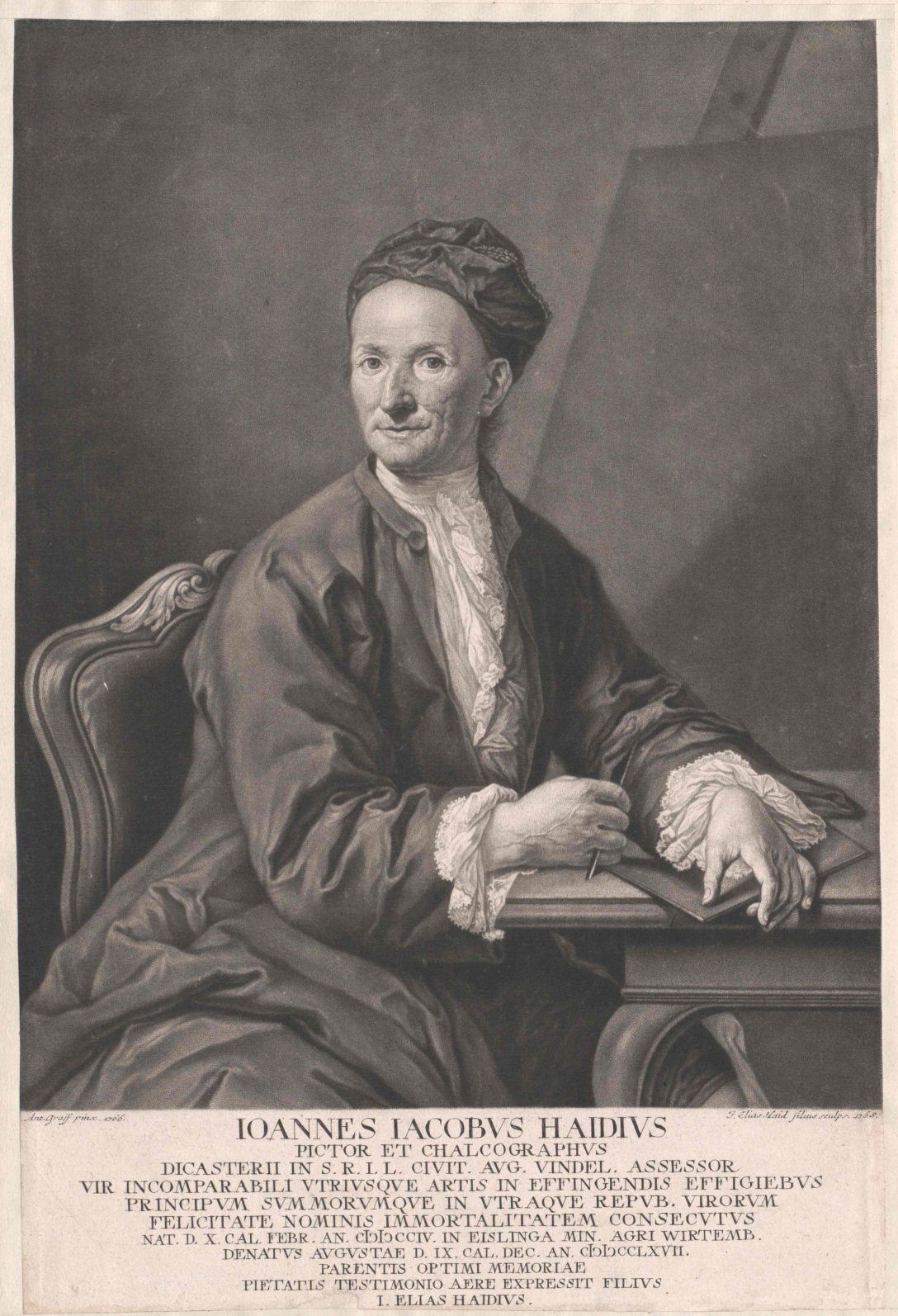
Johann Jakob Haid, Stich von seinem Sohn Johann Elias Haid

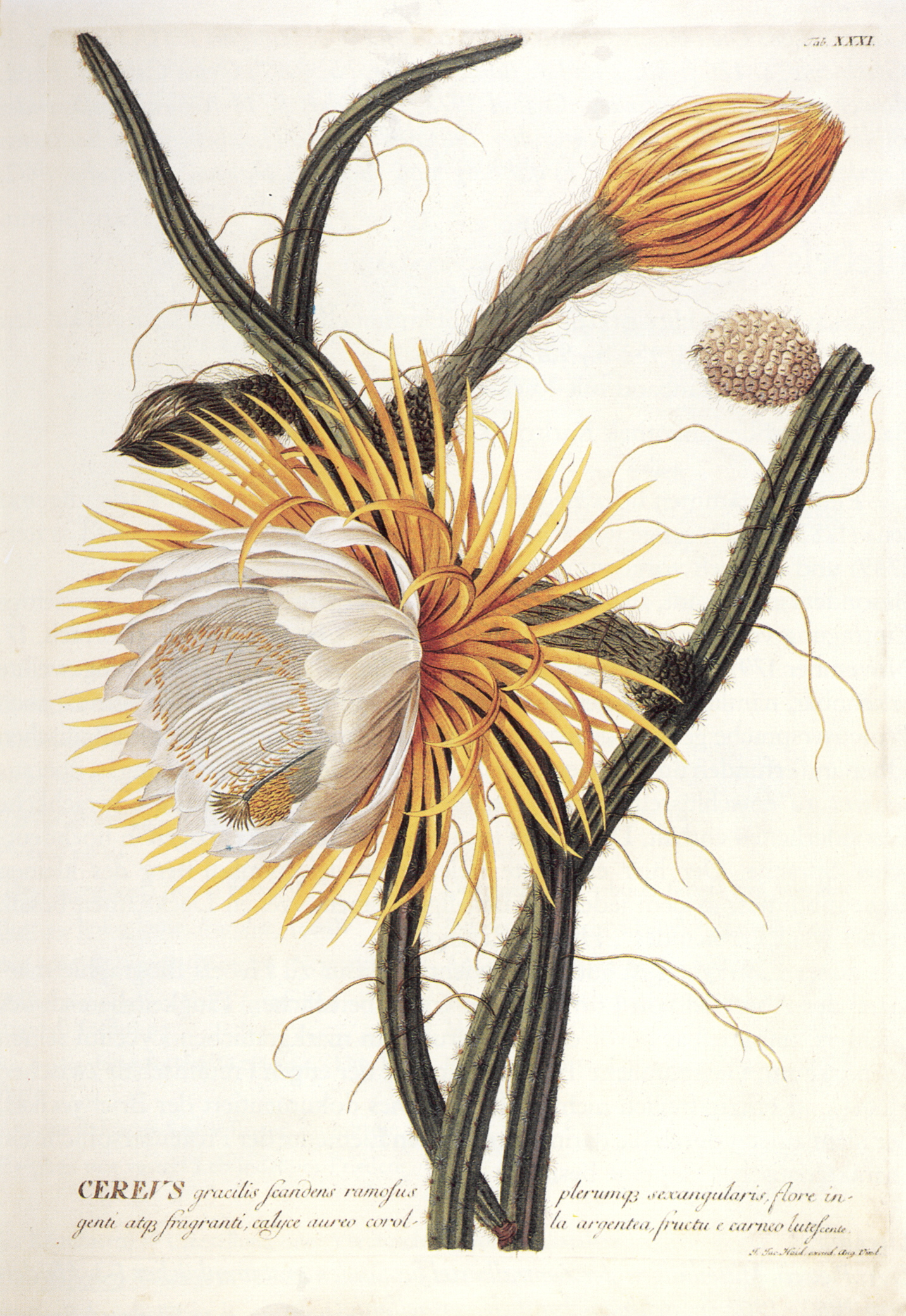
Selenicereus grandiflorus, Stich aus Plantae selectae.

Johann Jakob Haid (auch Hayd; * 23. Januar 1704 in Kleineislingen; † 9. Dezember 1767 in Augsburg) war ein deutscher Kupferstecher, Schabkünstler, Bildnismaler und Verleger. Er war der Vater von Johann Elias Haid.
Haid war wahrscheinlich verwandt mit der Augsburger Künstlerfamilie Haid. 1726 ging er zur Ausbildung nach Augsburg und lernte neben Schlachten- und Tiermalerei vor allem Porträtieren. Später wandte er sich ganz dem Kupferstich und der Schabkunst zu. Seine Lehrer waren Georg Philipp Rugendas, der 1697 Anna Barbara Haid aus der Augsburger Künstlerfamilie geheiratet hatte, und Johann Elias Ridinger.
Er gründete in Augsburg ein eigenes Verlagshaus und wurde erfolgreicher Herausgeber von Porträtstichserien in Schabkunst. Zu seinen Schülern zählen Anton Graff und Johann Friedrich Bause sowie Daniel und Gottfried Chodowiecki.